# Din Teknik
Din Teknik var en svensk teknisk tidskrift, som utgavs av Hjemmet Mortensen AB mellan 2007 och 2008. Chefredaktör var Robert Långström och redaktionschef var Anders Öhman.
Föregångaren PC Hemma startades från början som Svenska hemdator hacking 1986 och hette 1988-1993 Svenska Hemdatornytt. PC Hemma var en renodlad datortidning. I december 2006 lades PC Hemma ned och resurserna slogs ihop med tidningen Gadgets, också utgiven av Hjemmet Mortensen AB och vars chefredaktör var Paul Bogatir. Resultatet blev den mer allmäntekniskt inriktade Din Teknik.
Tidningen lades ner i december 2008
Sista numret av tidningen är nummer 12 som kom ut i butik den 9 december 2008.
Orsaken är enligt egen utsago; "Annonsintäkterna har varit bra men Din Teknik har inte nått de upplagenivåer som vi hoppats på."